# Roberto Quesada
Carlos Roberto Quesada López, más conocido como Roberto Quesada, es un autor contemporáneo, periodista y embajador hondureño en los Estados Unidos. Nació en Honduras en 1962, pero desde 1989 ha continuado residiendo en Nueva York.

## Trayectoria literaria
El autor estudió en la Universidad Nacional Autónoma de Honduras (UNAH) en Tegucigalpa, Honduras donde se licenció en Letras. En Nueva York, Quesada conoció al autor Kurt Vonnegut, quien luego se convertiría en uno de sus maestros y mentores. La novela Vonnegut´s Heaven: Dracula in the AID´s Era (2014)  de Roberto Quesada, cuenta la historia de cómo el autor llegó a conocer a Kurt Vonnegut.
Quesada ha escrito cuentos, novelas, ensayos periodísticos y ha dirigido revistas literarias y culturales. Quesada dirigió la revista cultural neoyorquina Nosotros los latinos y es el fundador y ex-director de la revista literaria Sobre Vuelo. Sus novelas Los barcos (1992), The Big Banana (1999) y Nunca entres por Miami (2002) se estudian en varias universidades norteamericanas.

### Obras literarias[4]
- El desertor (1985)
- El lector que de repente quedó ciego (1994)
- Vonnegut´s Heaven: Dracula in the AID´s Era (2014)

- Los barcos (1992)
- El humano y la diosa (1996)
- The Big Banana (1999)
- Nunca entres por Miami (2002)

- SobreVuelo (revista literaria)
- Nosotros los latinos (revista cultural neoyorquina)

### Los barcos(1992)
Esta novela cuenta la historia del personaje Guillermo, un niño que vive en La Ceiba, Honduras, que busca trabajo en una piñera de la Standard Fruit Company mientras persigue sus aspiraciones de ser escritor. La novela transcurre  en Honduras a finales de la década 1970 después de la revolución nicaragüense, cuando la presencia de los Estados Unidos comenzó a crecer en el país cómo un antecedente de los movimientos contrarrevolucionarios en Centroamérica y los Contras, un grupo de insurgentes financiados por los Estados Unidos.
Aunque la novela presenta un tema político, el autor señala en una entrevista con el Dr. Edward Waters Hood que, "...el escritor debe ser libre bajo cualquier ideología." Con esto en mente, el autor escribió este libro con la intención de expresar un elemento humano universal, más específicamente del humanismo dostoievskiano, más que uno político.

### The Big Banana(1999)
The Big Banana (1999) es una de sus novelas más conocidas y más largas que ha tenido mucho éxito en los Estados Unidos. La novela cuenta de una manera humorística las experiencias y las dificultades de los artistas latinoamericanos en Nueva York mientras tratan de buscar éxito y lograr sus sueños de una manera humorística. La novela se enfoca en la perspectiva del protagonista, Eduardo Lin, un inmigrante hondureño en Nueva York que lucha para llevar a cabo sus sueños de ser actor. La novela también relata las historias, las perspectivas, las luchas, las motivaciones y los sueños de los otros personajes en la novela.
La novela se escribe desde la perspectiva latina e inmigrante, pero mantiene su clasificación como una obra literaria centroamericana debido a que muestra las perspectivas, historias y complejidades sociales únicas de cada personaje, ya sea por su nacionalidad, etnia, indigenidad, afiliación política, sexualidad, género, etc. Además, la novela relata las dificultades de los centroamericanos en los Estados Unidos al destacarse como una comunidad distinta dentro de la comunidad latina.

### Nunca entres por Miami(2002)

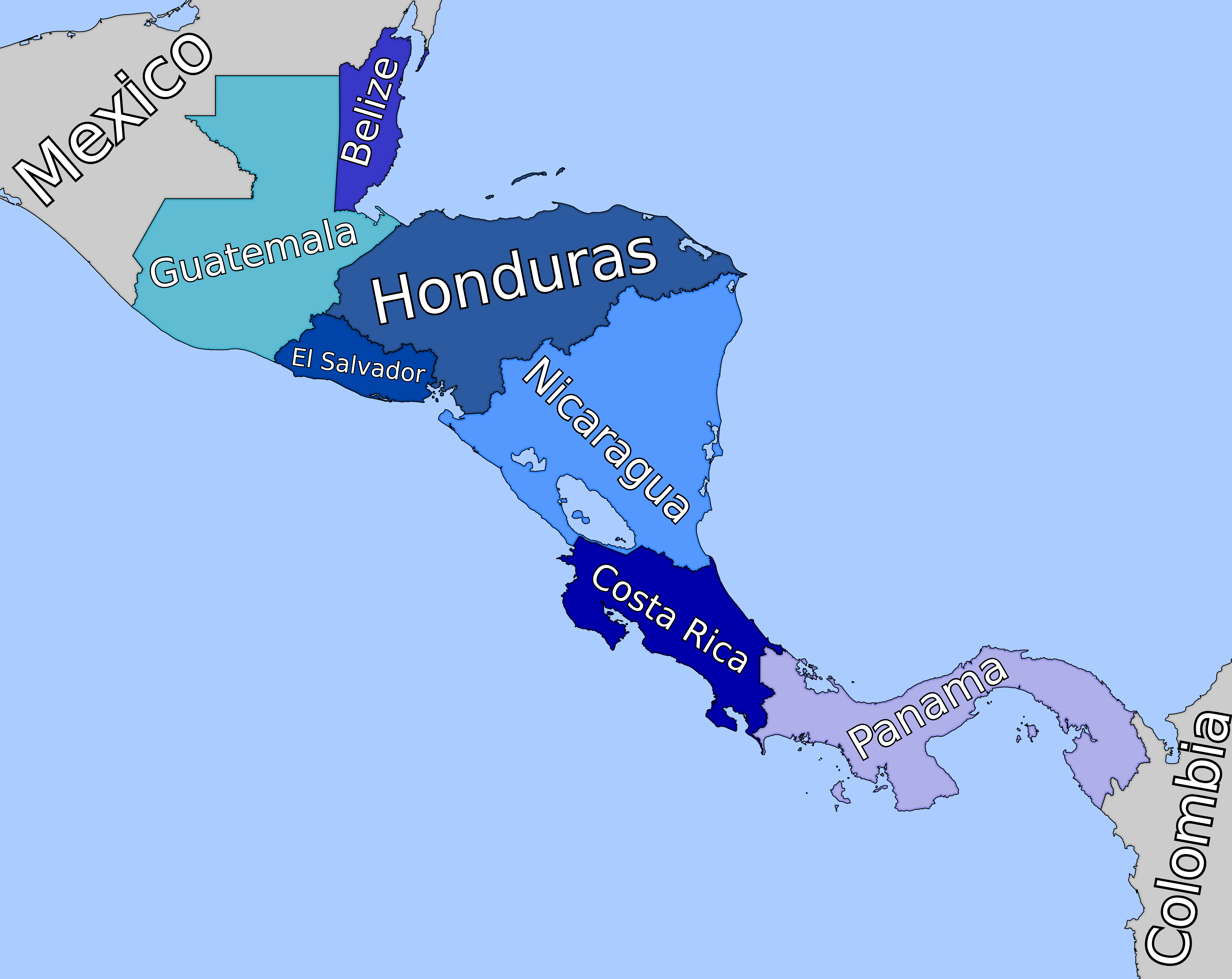
mapa de Centroamérica

Nunca entres por Miami (2002) relata la historia del personaje Elías Sandoval, un escultor hondureño de Tegucigalpa, que emigró a los Estados Unidos a través del Aeropuerto Internacional de Miami con el sueño de ganar suficiente dinero para ayudar a su novia, Helena, a emigrar también. Al pasar por la aduana, es interrogado debido a que solo tiene una visa de seis meses pero no ha comprado un boleto de regreso a Honduras. Elías eventualmente logra viajar a Nueva York, donde trabaja como mesero y gana el dinero suficiente para que su novia pueda emigrar. Elías no quiere que su novia entre por Miami debido a sus experiencias allí, pero ella lo hace de todos modos, y termina enamorándose y casándose con el agente de aduanas que dejó a Elías entrar en el país.
En un ensayo que investiga la relación entre Big Banana (1999) y Nunca entres por Miami (2002) en términos de identidades centroamericanas de los Estados Unidos y sus clasificaciones como obras centroamericanas, el Dr. Adrian Kane postula que, "Despite the humorous and whimsical plot, Nunca entres por Miami, like Big Banana, makes several serious social commentaries related to the visibility of the Central American diaspora, the challenges that it faces, and the historical reasons for its existence."

## Trayectoria política

bandera de la Organización de los Estados Americanos

Roberto Quesada es el embajador y diputado permanente para Honduras dentro de la La Organización de los Estados Americanos, una agencia regional dentro de las Naciones Unidas que representa a los estados americanos.
Antes de su carrera en la OEA, él había sido el "...Tercer, Segundo y Primer Ministro de la Misión de Honduras ante las Naciones Unidas (ONU) en New York, con participaciones en Asambleas Generales, foros, y reuniones de comisiones del organismo mundial."
Roberto Quesada fue nombrado como el primer ministro secretario de la embajada de Honduras ante las Naciones Unidas el 22 de abril de 2022 por la presidenta actual de la República de Honduras, Xiomara Castro.

## Vida personal

### Infancia y adolescencia

La Ceiba, Honduras

Roberto nació en Olanchito, Honduras en 1962, pero vivió la mayoría de su infancia en La Ceiba, Honduras, una ciudad situada en la costa norteña de Honduras, con su madre y padrastro José Adán Castelar, un poeta y escritor hondureño que también era un jefe médico para la Standard Fruit Company. En La Ceiba, vivía rodeado de plantaciones de piña y trabajaba en una piñera por unos años en su adolescencia. Fue reclutado al ejército hondureño a los diecisiete años, pero fue sacado del ejército por presiones de su tío y su madre después de unos meses. Se trasladó a Tegucigalpa, Honduras después de su tiempo en el ejército para seguir estudiando.

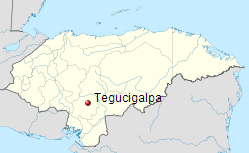
Tegucigalpa, Honduras

En una entrevista de Edward Waters Hood, Quesada dijo ¨...tuve la suerte de vivir entre libros con mi padrastro, el poeta José Adán Castelar.¨ En la misma entrevista, mencionó que entre los libros en la biblioteca de su padrastro leía ¨...clásicos de literatura rusa, la francesa y la española, y le dediqué muy poco a la literatura contemporánea, aun a la de mi propio país.¨ 

### Emigración a Nueva York
Quesada se mudó a Nueva York en 1989, pero inicialmente se mudó a Nueva Orleans, Louisiana con su esposa, actualmente exesposa. Después de que los dos se divorciaron, viajó a Nueva York tras ser invitado a leer por el Cooper Union, dónde conoció a Kurt Vonnegut y Arturo Arias. Le encantó la ciudad y su carácter multicultural, y decidió mudarse a Nueva York en busca de más oportunidades y éxito en su carrera. El autor sigue residiendo en Nueva York, pero visita a Honduras regularmente debido a que su hijo vive en el país.

## Premios
Roberto Quesada ha sido otorgado 2 premios. En 1996, fue otorgado el premio del Instituto Latinoamericano de Escritores en los Estados Unidos por su novela El humano y la diosa (1996).  En 2009, fue otorgado el Premio Nacional de Periodismo “Jacobo Cárcamo” por el expresidente de la República de Honduras, Manuel Zelaya Rosales.